# El delta de un río
El delta de un río es el álbum debut de Benito Cereno, seudónimo del periodista chileno Álvaro Díaz, conocido por ser uno de los creadores de 31 minutos. Fue lanzado el 15 de junio de 2018, y fue grabado de forma independiente junto al productor Felipe Castro, quien también trabajó en la música del disco.
Según Álvaro, “son cosas que sucedían en la intimidad de mi casa y sin querer mostrarlas mucho a nadie”, pero que las terminó grabando porque “me di cuenta de que nadie me iba a buscar a la casa para pedírmelas”. Son composiciones en general melancólicas, con letras que prefieren la descripción de paisajes y personajes que la autorreferencia o alusiones de tipo sentimental, firmes en la melodía y en quiebres inesperados, de arreglos imaginativos.

## Contenido
El disco está compuesto de temas que Álvaro compuso, siendo un deseo para él, el finalmente grabar canciones. Según él, “No es un disco de Pop, ni Rock. Son historias y maneras de ver la vida musicalizadas” precisa Castro, la otra parte del dúo, y que se encargó de registrar guitarras, bajos, teclados y arreglos varios. El álbum lanzó 5 sencillos lanzados de forma independientes y con videoclips completamente caseros.

## Lista de canciones
Todas las canciones escritas y compuestas por Álvaro Díaz. 
| N.º | Título                        | Duración |  |
| 1.  | «La vida que no tuve»         | 3:57     |  |
| 2.  | «Un mapa, un monotrón»        | 4:08     |  |
| 3.  | «Qué importa»                 | 3:28     |  |
| 4.  | «Vienes»                      | 3:54     |  |
| 5.  | «Conversación en la catedral» | 6:18     |  |
| 6.  | «Un breve tramo del sendero»  | 3:20     |  |
| 7.  | «El libro o el paisaje»       | 2:23     |  |
| 8.  | «Mi ventana era un espejo»    | 3:37     |  |
| 9.  | «Por más que viaje lejos»     | 1:16     |  |
| 10. | «El delta de un río»          | 4:03     |  |
| 11. | «Los hermanos pinzones»       | 5:38     |  |
| 12. | «El sentido de la vida»       | 3:14     |  |

## Sencillos
El primer sencillo fue Qué importa, promocionado en algunas radios y fue lanzado el 17 de mayo de 2018. A las semanas salió El delta de un río, el tema homónimo del disco, con un videoclip con tomas de distintos algunos de un río.  Se liberó el 30 de mayo de 2018. Le siguió Un mapa, un monotrón con un videoclip lleno de clips familiares, lanzado el 13 de noviembre de 2018. Posterior a eso salió Vienes, su videoclip son clips de diversos niños tocando distintos instrumentos, y salió el 20 de diciembre de 2018. El último sencillo fue Conversación en la catedral, con un videoclip con fotos estáticas sin mucho contexto o relación a la letra, y fue liberado el 16 de abril de 2019.

## Créditos
•	Álvaro Díaz: Voz, guitarra, microkorg
•	Felipe Castro: guitarras, teclados, bajos, FX, bases
•	Matías Peralta: Batería 
•	Pedro Subercaseaux: Batería, arreglo de bronces
•	Jimm Mengual: Trompeta
•	Claudio Rubio: Saxo
•	Catalina Rojas: Coros
•	Grabado por Felipe Castro y Nicolás Wilaxa
•	Masterizado por Chalo González